# Tegenaria comnena
Tegenaria comnena là một loài nhện trong họ Agelenidae.
Loài này thuộc chi Tegenaria. Tegenaria comnena được Paolo Marcello Brignoli miêu tả năm 1978.